# پایگاه هوایی سپاه تفنگداران بیوفورت
پایگاه نیروی هوایی، دریایی بیوفورت (به انگلیسی: Marine Corps Air Station Beaufort) (به زبان بومی: Merritt Field) یک فرودگاه نظامی با کد یاتا BFT است . این فرودگاه در کشور ایالات متحده آمریکا قرار دارد و در ارتفاع ۱۱ متری از سطح دریا واقع شده‌است.